# Mateus Galiano da Costa
Mateus Galiano da Costa (Luanda, 18 de junio de 1984), más conocido como Mateus, es un futbolista angoleño, 
juega en la posición de delantero y su equipo es el União de Leiria de la Terceira Liga.

## Clubes
| Club                     | País     | Año       |
| ------------------------ | -------- | --------- |
| Desportivo Beja          | Portugal | 2001-2003 |
| Sporting C. P. "B"       | Portugal | 2003-2004 |
| Casa Pia A. C.           | Portugal | 2004-2005 |
| F. C. Lixa               | Portugal | 2005      |
| Gil Vicente F. C.        | Portugal | 2006-2007 |
| Boavista F. C.           | Portugal | 2007-2008 |
| C. D. Nacional           | Portugal | 2008-2013 |
| C. D. Primeiro de Agosto | Angola   | 2013-2015 |
| F. C. Arouca             | Portugal | 2016-2017 |
| Boavista F. C.           | Portugal | 2017-2020 |
| F. C. Penafiel           | Portugal | 2020-2021 |
| S. C. União Toreense     | Portugal | 2021-2022 |
| União de Leiria          | Portugal | 2023-     |